# 宋时选
宋時選（1922年1月15日—2010年4月18日），中国国民党大老。浙江省奉化县（今宁波市奉化区）人，曾任反共救国团主任、裕台企业董事长、中国广播公司董事长、朝阳科技大学董事长、臺北市寧波同鄉會名譽理事长。

## 身世
宋时选出身显赫。宋时选籍贯和出生地均与蒋介石相同，是浙江省宁波府奉化縣溪口镇人，生于下跸驻村。宋时选的祖母是毛福梅（蒋介石原配夫人）的姐姐毛英梅，祖父宋孟果。宋时选的母亲是毛思诚（蒋介石早期导师）的女儿毛意鳳。宋时选与国民党高层人物诸如毛高文（教育部长）、周宏涛（总统府机要秘書）、毛加恩均为远房亲戚。

## 早年
宋时选早年就讀於家乡奉化的武岭学校、而後畢業於江西省私立政法專科學校市政科。

## 政治生涯
宋时选是国民党内部“太子系”的重要人物，跟随蒋经国多年，曾担任蒋经国的机要秘书。政治生涯发端于“中国青年反共救国团”（救国团）。1960年代，宋时选追随李焕，负责主持救国团。1967年，宋出任救国团总部主任秘书，后升任“救国团”执行长，继而升任救国团副主任，在救國團內創辦張老師中心，以對青少年心理輔導，並解答學業、就業、家庭等問題。1978年。宋时选出任救国团主任。
1970年代保釣運動風起雲湧時，宋時選是蔣經國與大學師生的中間人，國立臺灣大學的學生領袖跟蔣經國幾次面對面交換時局意見，就是宋時選居間促成；當時釣運未被官方全面打壓，但亦未失控而一發不可收拾，其間也有宋時選的溝通之功。臺大後來雖然發生「哲學系事件」，但在臺大保釣歷史上，宋時選卻始終被定位為正面的、開明的角色；保釣大將王曉波在回顧釣運歷史時，甚至將宋時選當時扮演的角色，與保護臺大學生的總教官張德溥等量齊觀。如果蔣經國、臺大師生與宋時選當時沒有建立三邊溝通模式，對這場運動的認知各異而各走各路，不但釣運歷史將改寫，70年代之後的臺灣史也將改寫；宋時選雖非釣運的決策者亦非行動者，但他的中間人角色作用卻絕不能低估。
蔣經國的「四大金剛」中，李煥與王昇雖曾權傾一時，但也曾被打入權力冷宮，不是「李換王升」，就是「李升王換」；但宋時選卻始終低調，他既不結幫立派攬權濫權，也從未藉權斂財，當年想攀附他請他吃飯的人，都應該記得他那句「吃牛肉麵可以，吃大餐不必」的名言。
宋时选曾获选国民党第十二和十三届中央委员。
宋时选退出政界后，服務于企业界，曾先后担任裕台企业董事长、中国广播公司董事长等职务。宋时选也涉足教育，逝世前是朝阳科技大学董事长。

## 晚年
2010年4月18日晚10时，宋时选病逝于台北振兴复健医学中心，享寿90。宋时选临终思念家乡，慨叹生前未能为身在奉化家乡的父母尽孝道，遗嘱骨灰归葬家乡溪口镇跸驻村大坞小湾山，埋于父母墓地旁边，永远陪伴父母。

## 评价
宋时选虽然出身显赫，在中國国民党高层人脉广阔，國民黨內大多數人稱他為「宋公」（國民黨黨內一般以名的首字尊稱，而非姓，如吳伯雄「伯公」、許水德「水公」。）但因行事低调、平易近人、不搞特权，宋也被誉为“台灣歐吉桑”（歐吉桑：日語，對男性長者的尊稱）。宋时选逝世后获各方高度评价和追思。
曾获得大韓民國檀国大学荣誉法学博士学位。

## 家庭
妻胡桂贞（1919年—2015年），膝下有五子，媳婦來自臺灣、日本、美國和中國：
- 長子宋宏烈，中華航空董事、中華航空事業發展基金會代表人。妻來自日本。
- 宋宏照，定居香港，妻唐榮煥（中國）。
- 宋宏燾，都市規劃師，大學畢業後進入在民生社區漢寶德建築師事務所，三、四年後出國唸書再回來，仍在事務所就職。之後在事務所隔壁自創欣境工程顧問公司，曾擔任大學教授與中國當城市規劃顧問，退休回台北民生社區的家，偶爾會到浙江景德鎮做陶瓷，曾任荒野保護協會監事。
- 么子宋宏煦，妻劉淑華（臺灣），國立臺北大學教授（1985年8月任職，2008年8月1日退休）。